# أوغي والصراصير
أوغي والصراصير أو أوجي والمزعجون (بالفرنسية: Oggy et les Cafards). سلسلة الرسوم المتحركة الفرنسية من إنتاج شركة.xilam (بالعربية: كسيلام)/ كان أول عرض لهذه السلسلة في 14 أكتوبر 1999 واستمر حتى 24 نوفمبر 2008 بواقع 195 حلقة، ومدة كل حلقة حوالي 10 دقائق.

## قصة السلسلة
تدور أحداث هذه السلسلة الكوميدية حول القط اوجي (بالإنجليزية: Oggy) ذلك القط الأزرق البدين، الذي يعيش حياة الكسل في مشاهدة التلفاز أو الطهي وأحياناً العناية بشؤون المنزل. غالباً مايواجه هذا القط بعض المتاعب وعمليات التخريب التي تقوم بها ثلاثة صراصير: جوّي، دي دي، ماركي (وقد تمت تسميتهم على أعضاء فرقة البانك روك الأمريكية رامونز). هذه الصراصير تستمع بجعل حياة القط اوجي مزرية، والسطو على ثلاجة الأطعمة وحتى خطف القطار الذي يستقله أوغي.
قصة هذه السلسلة مشابهة إلى حد ما مسلسل الكارتون الشهير توم وجيري كما كان يجري في السلابستيك أو الكوميديا التهريجية التي تعتمد على العنف المبالغ فيه كمادة للضحك، إلا ان المشاهد فيها أشد عنفاً وكثيراً ماتنتهي الحلقة بنهاية مأساوية للصراصير، بعكس «توم وجيري» التي كانت غالباً ماتنتهي بالنصر للفأر «جيري»، وفي حين كانت الأفلام الأولى تفضل إلقاء البيانو والسندانات ففي هذه السلسلة يتم استخدام الحافلات والغواصات أيضا. ورغم هذا فمعظم النكت مفهومة ويتم الاستمتاع بها من قبل الجمهور الأصغر سنا خاصة أن الفكاهة يتم إبقاؤها في معظم الأحيان بصرية عنها كلامية.

## شخصيات السلسلة
- أوجي "Oggy": البطل الرئيسي للمسلسل، وهو كما ذكرت ذلك القط البدين الأزرق. يكن هذا القط خليط من مشاعر الحب والكراهية تجاه الصراصير نتيجة العيش الطويل معها في نفس المنزل، فبالرغم من انه يطارد الصراصير معظم اوقات الحلقة الا انه يشتاق أحياناً إليها حينما لا تكون تلك الصراصير موجوده، فنجده في حلقة من الحلقات ونتيجة تخلصه من الصراصير الثلاثة يعاني من الفراغ والملل في حياته، فيبدأ بإسقاط نفسه من على السلم ثم يشغل مسجلاً يحتوي على ضحكات هذه الصراصير على امل ان يسليه هذا الفعل، الا انه في النهاية يستسلم ويقرر البحث عنها.
- ديدي "Dee Dee": ذلك الصرصار السمين صاحب الشهية المفتوحة والقابلة لالتهام أي شيء مهما كبر حجمه، ذو جسدٍ أرجواني، وذقن برتقالي اللون وعينان خضراوين. قد يقوده الجوع أحياناً لفعل أعمال جنونية كالتهام ضبع بأكمله، وفطر سام، والحشرات وسمكة الزينة لدى القط اوجي.
- ماركي "Marky": هو ألطف الصراصير، وكثيراً ماتكون اهتماماته غريبة نوعاً ما كمغازلة النساء لاسيما الدمى التي يمتلكها القط اوجي، يمتلك جسداً رمادي اللون وذقن خضراء وعينان وردية اللون. في كثير من الحلقات يظهر وكأن له رائحة فمٍ كريهة.
- جوّي "Joey": الصرصور صاحب الجسد الوردي والذقن الأرجواني وصاحب العينين المختلفتين اللون، فإحداهما صفراء والأخرى وردية اللون. هو زعيم عصابة الصراصير، والعقل المدبر لكثير من الخطط بالرغم من أنه اصغر الصراصير جسداً، كثيراً ماتفشل خططه لأن اصدقائه دي دي وماركي يتمتعان بنوعٍ من الغباء.
- جوكي "Jack": هو القط الثاني في العرض، وهو قريب اوجي. بعكس القط اوجي تماماً، فهو سريع الغضب، عصبي المزاج، عنيف، ومتكبر أحياناً. كثيراً مايكون هدفاً للصراصير المزعجة. بالإضافة إلى هوايته في الكيمياء، قام مرات عديدة ببناء آلات ضخمة ومعدات ثقيلة لإصطياد الصراصير. في أحيان كثيرة يقوم بالمبيت عند أوجي وغالباً مايدخل المنزل بدون طرق الباب بالرغم من أنه يمتلك منزل قريب من اوجي. لديه سيارة كبيرة من نوع «الوحش» ذات الدفع الرباعي، وأحياناً يقوم باضطهاد القط اوجي.
- مونيكا "Monica": شقيقة القط أوجي، وصاحبة القط جاك. نادراً ماتظهر في حلقات المسلسل، وغالباً ماتكون ذاهبة لممارسة الأنشطة المختلفة كممارسة الرياضة والتزحلق والغوص.
- بوب "Bob": الكلب الضخم الذي يعيش بجوار القط اوجي، غالباً مايغضب نتيجة إتلاف أحد القطط (أوجي - جوكي) لممتلكات منزله أو حديقته. يسعى دائماً إلى ان يعيش حياته بهدوء وسلام إلا أنه لا يتوانى بإلحاق أضرار كبيرة في تلك القطط حينما يراها بالقرب من منزله.

## قائمة الحلقات

### الجزء الأول
1. علبة الشوكولاتة/بطالطا مقلية/مهمة أوجي
2. كل شيء تحت السيطرة/يوم مزعج صعب/المريض
3. إهتر يا أوجي/الصعود والسقوط/إنه عالم صغير
4. عيد ميلاد سعيد/التحوّل/الغيرة
5. أوجي والشعوذة/حقيبة النقود/الأسنان الثمينة
6. القطار/الفأر الحديدي/أوهام أوجي
7. أوجي يتعلم قيادة السيارات/الدخيل/لعبة الأطفال
8. وحيد جداً/أوجي والعدسات المكبرَّة/أوجي والأطفال
9. أوجي والكلب الصغير/صيد الأسماك/أوجي يسافر بالطائرة
10. مكتبة أوجي/ليلة أوجي في الخارج/حمية أوجي
11. آلة الزمن الأسطورية/الحمّام مشغول/البيت للإيجار
12. بطاقة اليانصيب/صنّارة الصيد/صرصور داخل أمعاء أوجي
13. صراصير من الفضاء/أوجي يخاف السباحة/الحازوقة
14. ألعاب أوجي/يوم الجدّة/القواقع
15. مصيدة متطورة للصراصير/كاميرا التصوير/جوكي المتكبر
16. الصرصور الخارق/وقت الإستجمام/ذكريات أوجي
17. الكرنفال/إحذر من الإسمنت/آلة الفلوت السحرية
18. صيّاد ضعيف البصر !!!/البطة المزيَّفة/خلاف بين جوكي وأوجي
19. صائد الاشباح/الكرة العجيبة/الصرصور المتوهَّم
20. حصّالة أوجي/شبيه أوجي/هدنة عيد الميلاد
21. الإستحواذ على التلفاز/سيارات السباق/وحش من مستنقع الطين
22. النباتات العجيبة/المصيدة الفتّّاكة/الخروج للتنزّوه
23. الإستنساخ/فانوس علاء الدين والأمنيات الثلاث/رحلة واقعية
24. حشرة الثلج المزعجة/قطة الجيران/النحلة
25. المنطاد/أوجي والمكنسة السحرية/متسكعو الشواطئ
26. أوجي في المشفى/لعبة أوجي/ليلة بدار الأوبرا

### الجزء الثاني
1. السيرك/أوجي يخاف الإبر/شقيقة أوجي
2. بقرة في المنزل/فيضان المياه/ أوجي في مركز التسوّق
3. يوم التزلج/أوجي يصنع الدمى/صرصور المَزارع
4. إنطلق للسفر يا أوجي/بيضة البطريق/اكتشاف أوجي الفلكي
5. التحكم وعن بعد/مشروع جوكي السياحي/إنقاذ الأسير ديدي
6. غاز الضحك/التنويم المغناطيسي/خريطة الكنز
7. إحذر واختبئ/القط الآلي/محاولة للطيران
8. تحرّك توقف تحرّك توقف/أوجي والنعامة/انعدام الوزن في الفضاء
9. أوجي يتقدّم لوظيفة/حارس أوجي/الكنز في السجن
10. الأفعى/النفط/رحلة بالباخرة
11. جوكي والقطة الرياضية/إخراعات جوكي/أوجي يلتحق بالجيش
12. أوجي يسافر بالقطار/لدغة الأفعى/الدب الحقيقي والدب المزيّف
13. ثياب الساحر/شجرة عيد الميلاد/بارد جداً
14. الثعبان العملاق/ليلة بلا نوم/أوجي يخترق الجدران
15. عملية تجميل لأوجي/منطقة محظورة/يوم الجولف
16. الضفادع العجيبة/مطاردة الورقة/جوكي يشاهد المباراة
17. حيرة أوجي/المصعد/أوجي جليس أطفال
18. زيارة الأهرامات/موقف هزلي/مخترق البيوت
19. البساط السحري/رحلة بريّة/جوي والفاصولياء السحرية
20. تحدي بالدراجات/تأثير الأزهار/مكب النفايات
21. أخطار البحر/الرجوع إلى الأرض/حقيبة أوجي
22. جوكي في صندوق/أسنان إضافية/البقعة المتحركة
23. كل شيء مقلوب/الشواء/حمّى الملاكمة
24. أوجي في الأعلى/أوجي لديه قط أسود/قاذفة الأطفال
25. القفز بالمظلة/العبقري الصغير/أبيض وأسود
26. لعبة البولينغ/الثرثار/أوجي في باريس

### الجزء الثالث
- 53 أخطبوط / في المزرعة / مراقبين ليليين
- 54 مهجور من السيارة / أهلاً بك في الحفلة / غطس
- 55 حذاء أوجي الأسطوري / أوجي يخاف الإبر / سانتا أوجي
- 56 تزوجت للتو / جزر حية / قطط منبوذة
- 57 في الأمازون / تحلق بالطائرة / الأبطال الخارقين
- 58 صرصور كبير أوجي صغير / أنقذ الصراصير / مطبوخ حيًا
- 59 البيض الذهبي / النمل الأبيض / حرب الجولف المصغرة
- 60 أوجي يلتقي بنجم سينمائي / ركوب الخيل / السلطعون
- 61 أوجي: مطلوب ميتًا أو حيًا / سلف الصراصير / ركوب الأمواج على الشاطئ
- 62 نظام أوجي لمكافحة التزييف / توصيل البيتزا / أوجي وجدته
- 63 العثور على المفتاح / الرسوم المتحركة المفضلة لأوجي / فقدان الذاكرة
- 64 الخروج / مشكلة عميقة / الزيز والصرصور
- 65 زوجي أوجي / سيارات السباق / للخدمة والحماية

## عرض المسلسل
عرض هذا المسلسل على محطات تلفزة عديدة في 150 دولة في العالم مما جعله عملًا ناجحًا للغاية، يُعرض في الوطن العربي على تلفزيون ج 

## وصلات خارجية
- أوغي والصراصير على موقع IMDb (الإنجليزية)
- أوغي والصراصير على موقع نتفليكس (الإنجليزية)
- أوغي والصراصير على موقع أول موفي (الإنجليزية)
- أوغي والصراصير على موقع كينوبويسك (الروسية)
- أوغي والصراصير على موقع ألو سيني (الفرنسية)
- أوغي والصراصير على موقع قاعدة بيانات الفيلم (الإنجليزية)